# French Camp (Misisipi)
French Camp es un pueblo ubicado en el condado de Choctaw, Misisipi, Estados Unidos. Según el censo de 2020, tiene una población de 256 habitantes.

## Demografía

### Censo de 2020
Según el censo de 2020, hay 256 habitantes, 60 hogares y 14 familias en la localidad. La densidad de población es de 100.79 hab./km². Hay 75 viviendas, con una densidad de 29.5 viviendas/km². El 87.5% de los habitantes son blancos, el 5.1% son afroamericanos, el 1.2% son amerindios, el 1.2% son asiáticos, el 2.3% son de otras razas y el 2.7% son de una mezcla de razas. Del total de la población, el 3.1% son hispanos o latinos de cualquier raza.

### Censo de 2000
Según el censo de 2000, había 393 personas, 68 hogares y 42 familias residiendo en la localidad. La densidad de población era de 153,3 hab./km². Había 74 viviendas, con una densidad media de 28,9 viviendas/km². El 92,37% de los habitantes eran blancos, el 5,09% afroamericanos, el 1,53% de otras razas y el 1,02% pertenecía a dos o más razas. El 1,27% de la población eran hispanos o latinos de cualquier raza.
Según el censo, de los 68 hogares en el 26,5% había menores de 18 años, el 54,4% pertenecía a parejas casadas, el 4,4% tenía a una mujer como cabeza de familia, y el 36,8% no eran familias. El 36,8% de los hogares estaba compuesto por un único individuo, y el 17,6% pertenecía a alguien mayor de 65 años viviendo solo. El tamaño promedio de los hogares era de 2,43 personas y el de las familias de 3,19.
La población estaba distribuida en un 48,6% de habitantes menores de 18 años, un 9,4% entre 18 y 24 años, un 13,5% de 25 a 44, un 16,5% de 45 a 64, y un 12,0% de 65 años o mayores. La media de edad era 18 años. Por cada 100 mujeres había 113,6 hombres. Por cada 100 mujeres de 18 años o más, había 96,1 hombres.
Los ingresos medios por hogar en la localidad eran de 26.250 dólares ($), y los ingresos medios por familia eran $27.188. Los hombres tenían unos ingresos medios de $13.750  frente a  $12.813 para las mujeres. Los ingresos per cápita para la localidad eran de 5.047 $. El 64,5% de la población y el 17,1% de las familias estaban por debajo del umbral de pobreza. El 70,5% de los menores de 18 años vivían por debajo del umbral de pobreza.

## Geografía
Según la Oficina del Censo de los Estados Unidos, la localidad tiene un área total de 2.56 km², de los cuales 2.54 km² corresponden a tierra firme y 0.02 km² son agua.